# Вестленд (національний парк)
Національний парк Вестленд Таї Поутіні (англ. Westland Tai Poutini National Park) — національний парк в Новій Зеландії, розташований в західній часті Південного острова, між Південними Альпами і узбережжям острова. Парк заснований в 1960 році. Площа парку — 1175,47 км².
На території парку розташовані декілька крупних льодовиків, в тому числі льодовик Фокса і льодовик Франца Йосифа. У парку популярне полювання на  оленя,  сарн і  тарів. По парку протікає річка Карангаруа.
У 2010 році до парку були приєднані більше 4400 гектарів землі, більша частина яких розташовується на схід від лагуни Окаріто.